# S'Espalmador
S'Espalmador (em catalão:  s'Espalmador, em castelhano:  Espalmador) é um pequeno e desabitado ilhéu das Ilhas Baleares. Fica a norte de Formentera, estando separado desta ilha por uma pequena barra, e durante a maré baixa é possível passar a vau entre as duas ilhas. A área é muito popular como ponto de passagem de iates entre Ibiza e Formentera. Tem excelentes praias, um farol e fontes de água doce. A praia mais conhecida desta ilha é a praia de "Platja de S'Alga" de grande extensão, tendo em conta o tamanho da ilha. É considerada porto natural devido à sua forma fechada.
Ao norte da ilha principal fica a Illa des Porcs (Ilha dos Porcos) que uma vez era utilizada como esconderijo e fortaleza para os contrabandistas de porcos. O Farol de En Pou foi construído na ilha em 1861 para demarcar o lado sudeste do estreito de Es Freus entre a ilha e Ibiza.
A ilha era propriedade da família Cinnamond que comprou pelo equivalente a 252 euros em 1932. Em março de 2018, apesar dos esforços da compra pelo governo de Formentera, o arquiteto catalão Norman Cinnamond e a sua irmã Rosy venderam a ilha para dois empresários belgas, os irmãos Christian e Jean Cigrang, por 16 milhões de libras.